# 力士の春
「力士の春」（りきしのはる）は、春風亭昇太による新作落語の演目。

## あらすじ
相撲好きの両親から貴乃花の爪の垢を飲ませてやりたいと名付けられ相撲取りを目指すべく育てられた「貴の爪」という子供。両親から茶碗3杯のご飯を食べさせられたり、相撲の稽古をつけられる始末。そんな教育から1年。授業中も相撲のことで頭がいっぱい。授業参観の日に読む作文も相撲用語が入っており先生に突っ込まれる有様。
先生は見かねて相撲以外のスポーツをと野球を勧める。「上手投げ」「下手投げ」ができることに興奮して興味を持つも「じゃぁさっそく球場へ練習に行こう!球場へ!」と先生に誘われ、貴乃爪は「きゅうじょう!?それだけはダメでごんす!」というオチ。

## 備考
- この落語を原作にした絵本「りきしの春」が出版されている[1]。
- 実家が相撲部屋である林家希林が得意演目にしている。
- 立川藤志楼（高田文夫）による「力士の春’08」がCDとして出ている。（ワザオギレーベル）